# Севељијано (Удине)
Севељијано је насеље у Италији у округу Удине, региону Фурланија-Јулијска крајина.
Према процени из 2011. у насељу је живело 1336 становника. Насеље се налази на надморској висини од 20 м.